# Grupo Rover
Nota: Para as outras empresas com esse nome, veja Rover Company e Rover (marca).
The Rover Group plc era um conglomerado britânico de fabricação de veículos conhecido como "BL plc" até 1986 (ex-British Leyland), que era uma empresa estatal desde 1975. Inicialmente incluía o setor de automóveis do Grupo Austin Rover (composto pelas marcas Austin, Rover, Mini e MG), Grupo Land Rover, vans Freight Rover e Leyland Trucks. O Grupo Rover também possuía as marcas registradas inativas das muitas empresas que se fundiram à BL e seus predecessores, como Triumph, Morris, Wolseley, Riley e Alvis.
O Grupo Rover foi controlado pela British Aerospace (BAe) de 1988 a 1994, quando a BAe vendeu o restante do setor de automóveis para a empresa alemã BMW. O grupo foi dividido em 2000, quando a Ford adquiriu a divisão Land Rover, com as marcas Rover e MG continuando com o muito menor Grupo MG Rover até 2005. A propriedade das marcas originais do Grupo Rover estão atualmente divididas entre BMW (Alemanha), SAIC (China) e Tata Motors (Índia), esta última é proprietária da marca Rover, com sua subsidiária, a Jaguar Land Rover, detentora de grande parte dos ativos da histórica empresa Rover.